# Cantó de Millars

## Història
El cantó de Millars era una divisió administrativa francesa a la Catalunya Nord, al departament dels Pirineus Orientals. Estava compost per 7 comunes del Rosselló: el Soler, Millars (capital del cantó), Pesillà de la Ribera, Sant Feliu d'Avall, Cornellà de la Ribera, Corbera la Cabana, Nefiac, Sant Feliu d'Amunt i Corbera.
Tots els municipis pertanyen a la Comunitat de Comunes de Rosselló Conflent llevat de Pesillà de la Ribera que forma part de la Comunitat d'aglomeració de Perpinyà-Mediterrània
Amb la nova divisió administrativa del 2014, aquest cantó va desaparèixer, i les seves comunes foren integrades en el Cantó de la Vall de la Tet, amb capitalitat a El Soler.

## Consellers generals
| Data d'elecció    | Persona                                   | Partit                         | Notes |
| ----------------- | ----------------------------------------- | ------------------------------ | --- |
| 1833-1845         | Adrien d'Anglade d'Oms                    |                                | President del Consell General (1840-1841) |
| 1845-1848         | Victor Aragon                             |                                | |
| 1848-1855         | Joseph Aragon                             |                                | Alcalde de Millars (1843-1848) |
| 1855-1871         | Antoine Ferriol                           |                                | Alcalde de Millars (1850-1865) |
| 1871-1881         | Eugène Ramon                              |                                | |
| 1882-1886         | Élie Alavaill                             | Esquerra                       | Enginyer i periodista |
| 1886-1892         | Auguste Cayrol                            | Rad.                           | |
| 1892-1914         | Émile Brousse                             | Rad.                           | Advocat, després Procurador de la República a Marsella Diputat (1881-1895) |
| 1914-1923 (decés) | Paul Soucail                              |                                | Doctor en medicina a Millars |
| 1923-1934         | Guillaume Ribou                           | Rad.                           | Negociant Alcalde de Sant Feliu d'Avall |
| 1934-1940         | François Laffon                           | Rad.                           | |
| 1945-1951         | A. Miquel                                 | PCF                            | |
| 1951-1976         | Sylvain Maillols                          | Rad. després MRG               | Senador (1981-1983) Alcalde de Corbera (1931-1944 i 1945-1983) |
| 1976 - 1982       | André Daugnac                             | DVD                            | Empresari Senador (1987-1992) Alcalde del Soler (1971-1995) |
| 1982 - 1994       | François Beffara                          | PS                             | Alcalde de Millars (1983-1995) |
| 1994 - 2011       | Christian Bourquin (gendre de l'anterior) | DVG (exclòs del PS)            | Alcalde de Millars (1995-2001) Diputat (1997-2002) President del consell general (1998-2010) President del consell regional (2010-2014) Vicepresident del consell general (2011) Senador (2011-2014) |
| 2011 - 2015       | Françoise Bigotte                         | DVG (reintegrat al PS en 2011) | Conseller municipal del Soler Conseller regional |